# .name
.name ist eine generische Top-Level-Domain (gTLD). Sie wurde am 17. August 2001 eingeführt und ist primär für die Verwendung durch Privatpersonen gedacht. Für die Verwaltung und den technischen Betrieb ist Verisign zuständig.

## Geschichte
Im August 2001 hat die IANA erklärt, mit .name eine neue Top-Level-Domain einführen zu wollen. Anschließend wurde eine Vergabestelle gesucht, wobei sich die Global Name Registry (GNR) mit Sitz in London durchgesetzt hat.
Dieses wiederum wurde mit Wirkung zum 1. Oktober 2008 durch Verisign gekauft, das zuvor zum Beispiel schon die populärste Top-Level-Domain .com verwaltet hat. Obwohl GNR als Gesellschaft weiterhin besteht, wird .name mittlerweile offiziell von der Muttergesellschaft verwaltet.
Die operative Registrierung von .name war ab dem Jahr 2002 möglich. Zunächst wurden nur Domains auf dritter Ebene angeboten (etwa hans.mueller.name), was durch Registrare und Kunden immer wieder kritisiert wurde. GNR wollte dagegen mit diesem Vorgehen eine gerechte Verteilung von .name-Domains und das massenhafte Domain-Grabbing besonders einprägsamer und wertvoller kurzer Domains verhindern. Erst im Jahr 2004 hat die Vergabestelle ihre Richtlinien geändert und erlaubt seitdem auch Bestellungen von Second-Level-Domains.
Im September 2007 wurde die Vergabestelle heftig kritisiert, da sie für Whois-Abfragen eine Gebühr eingeführt hat. Es wurde die Befürchtung geäußert, dadurch könnte die Top-Level-Domain .name besonders für Betrüger attraktiv werden. Global Name Registry führte dagegen an, die Gebührenpflicht sei aufgrund des Europäischen Datenschutzrechts zwingend erforderlich.

## Eigenschaften
Insgesamt darf eine .name-Domain zwischen drei und 63 Zeichen lang sein. Bindestriche sind möglich, jedoch nicht am Anfang oder ganz am Ende und nicht an dritter und vierter Stelle, da diese durch Punycode blockiert sind. Die Verwendung von internationalisierten Domainnamen ist möglich. Die Vergabe einer .name-Adresse erfolgt in Echtzeit und dauert in der Regel nur wenige Stunden.